# Lithoglyptes viatrix
Lithoglyptes viatrix is een rankpootkreeftensoort uit de familie van de Lithoglyptidae. De wetenschappelijke naam van de soort is voor het eerst geldig gepubliceerd in 1985 door Grygier & Newman.